# 3426 Секі
3426 Секі (3426 Seki) — астероїд головного поясу, відкритий 5 лютого 1932 року.
Тіссеранів параметр щодо Юпітера — 3,363.
Названо на честь японського астронома Тсутому Секі (яп. せき(関) секі).